# Билаш, Григорий Данилович
Григорий Данилович Билаш (28 августа 1925, Лелековка — 15 февраля 1998, Рыбное) — советский и российский организатор пчеловодной науки и производства. Директор НИИ пчеловодства в 1966—1988 годах. Заслуженный зоотехник РСФСР (1980).

## Биография
Родился в селе Лелековка. В 1934 году семья переехала в Приморский край. После окончания с отличием школы в 1943 году поступил в Тихоокеанское высшее военно-морское училище и через два года был направлен для дальнейшего прохождения службы на Тихоокеанский флот. В 1945 году демобилизовался и стал студентом зоологического факультета Кишинёвского сельскохозяйственного института, который окончил с отличием в 1949 году, учёный-зоотехник. Год отработал в альма-матер. С 1950 года — младший научный сотрудник, в 1951—1953 годах старший научный сотрудник, затем в очной аспирантуре, которую окончил в 1956 году и вновь стал старшим научным сотрудником, с 1964 года — глава отдела селекции пчёл, с 1966 года — директор НИИ пчеловодства.
Был председателем Национального комитета по пчеловодству СССР, вице-президентом Апимондии и членом её исполнительного совета.
В 1967 году защитил диссертацию «К методике селекции медоносных пчёл» на степень кандидата биологических наук. В 1972 году ему присвоено учёное звание старшего научного сотрудника по специальности «Энтомология».
Его дочь Наталия Билаш также стала кандидатом биологических наук и старшим научным сотрудником, была ведущим научным сотрудником, возглавляла отдел технологий содержания пчелиных семей и производства продуктов пчеловодства в ФНЦ пчеловодства (экс-НИИ). Умерла 8 мая 2024.

## Научная деятельность
Занимался изучением вопросов селекции пчёл. С его подачи и под его руководством был подготовлен первый План породного районирования пчёл, утверждённый Министерством сельского хозяйства СССР в 1979 году.

### Научные труды
Автор более 200 работ, в том числе 10 книг и брошюр.
- Лебедев В. И., Билаш Н. Г. Биология медоносной пчелы. — М.: Агропромиздат, 1991. — 239 с. — (Учебники и учеб. пособия для учащихся техникумов). — ISBN 5-10-000721-4
- Селекция пчёл : монография / Г. Д. Билаш, Н. И. Кривцов. — М. : Агропромиздат, 1991. — 304 с. — ISBN 5-10-001701-5
- Разводите пчёл : научное издание / Г. Д. Билаш, Н. И. Кривцов. — М. : Агропромиздат, 1992. — 79 с. — (Библиотечка фермера). — ISBN 5-10-002760-6

## Награды
Награждён медалями «За трудовую доблесть», «За доблестный труд».

## Память
В 2014 году был открыт названный его именем Музей пчеловодства имени Г. Д. Билаша.
В 2010 году в память 85-летия со дня рождения Г. Д. Билаша прошла научно-практическая конференция «Новое в науке и практике пчеловодства».